# تكييف (فن)

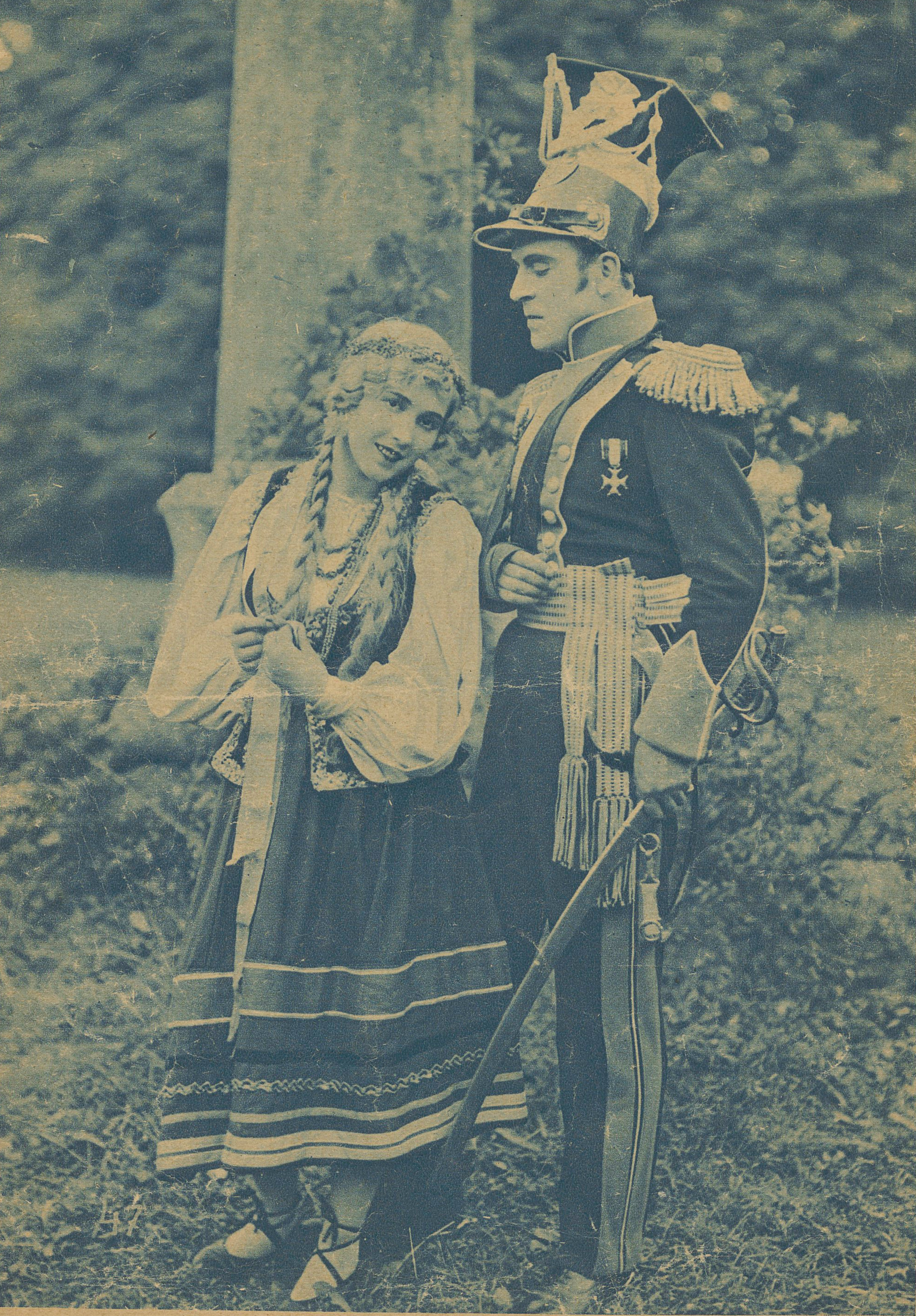
فيلم مستوحى من قصيدة ملحمية تدعى Pan Tadeusz

التكيف أو التصرُّف، هو نقل عمل فني من وسيلة إلى أخرى،
أو هو تحوَّل عمل فني إلى صِيَغ مُخْتلِفة.
وفيما يلي بعض الأمثلة الشائعة:
- التصرف بالأفلام، هو تحويل قصة من عمل آخر الى فيلم (يمكن أن يكون رواية، صحيفة، سيرة ذاتيّة، كتب هزليّة، كتب مقدّسة، لعب أومصادر تاريخيّة).
- التصرف بالأدب، هو تحويل قصة من مصادر أدبيّة، الى عمل آخر، كتفريغ قصة من عمل ما في قالب روائي.
- التصرف بالأعمال المسرحية، هو تحويل قصة من عمل آخر الى مسرحية.

غير أنه لا توجد نهاية لوسائط الإعلام المحتملة المشاركة في التصرف. التصرُّف هو ممارسة الترميز (تغيير الشفرة أو «اللغة» المستخدمة في العمل) وكذلك استيعاب العمل الفني إلى معايير ثقافية أو لغوية أو سيميوائية أو جمالية أو غيرها من المعايير. وتعكس النُهج الأخيرة لتوسيع نطاق دراسات التصرُّف الميدانية هذا التوسع في منظورنا. التكيف يحدث كحالة خاصة من التبادل بين النصوص والوسائط وقد أنتجت ثقافة النسخ واللصق للتكنولوجيات الرقمية "أشكالًا جديدة بين النصوص تولدها التقنيات الناشئة - كالمزج، والريميكس، وإعادة التمهيد، وأخذ العينات، وإعادة العرض، والتحولات -" التي تزيد دافع التصرف